# Gewone oliekever
De gewone oliekever (Meloe proscarabaeus) is een kever uit de familie oliekevers (Meloidae). Een sterk gelijkende soort is de violette oliekever (Meloe violaceus).

## Beschrijving
De vrouwtjes worden ongeveer 3,5 centimeter lang, mannetjes blijven veel kleiner tot 1 cm. De kever is helemaal zwart en gemakkelijk te herkennen aan het glanzende, bolle en relatief enorme achterlijf en opvallend korte dekschilden. De mannetjes hebben een kleiner achterlijf, omdat ze geen eitjes hoeven te leggen, vrouwtjes met bijna volgroeide eitjes lijken zelfs op knappen te staan. De imago eet plantendelen als bladeren van onder andere boterbloemen. De naam dankt de oliekever aan de olie-achtige substantie die bij verstoring wordt afgescheiden. Bij een aantal soorten oliekevers (bijvoorbeeld de zogenaamde Spaanse vlieg) bevat deze giftige bestanddelen.

## Voortplanting
De voortplanting en levensgeschiedenis van deze kevers is bijzonder; ze vertonen een zogenaamde hypermetamorfose. De vrouwtjes leggen tot wel duizend eitjes in de grond. De zeer kleine uitgekomen larve, die drie haakjes aan ieder van zijn poten heeft en daarom wel een triunguline (drienagelige) wordt genoemd, klimt in een plant, kruipt daar op een bloem, en wacht tot er een bij langskomt om nectar te zoeken. De larve klampt zich met de haak-achtige voorpoten vast aan de haren van de bij en vliegt mee naar het nest van de bij. De bij legt een ei in het nest dat op een laagje honing drijft. De triunguline verlaat de bij nu en eet het ei op. Hierna vervelt de larve in het geroofde bijennest. Van een beweeglijke, kruipende triunguline wordt hij een made-achtige nagenoeg pootloze larve, die zich met de inhoud van het bijennest voedt en nog een aantal malen vervelt. Hierna verpopt hij zich voor de tweede keer en komt als een volwassen oliekever uiteindelijk uit de pop tevoorschijn.

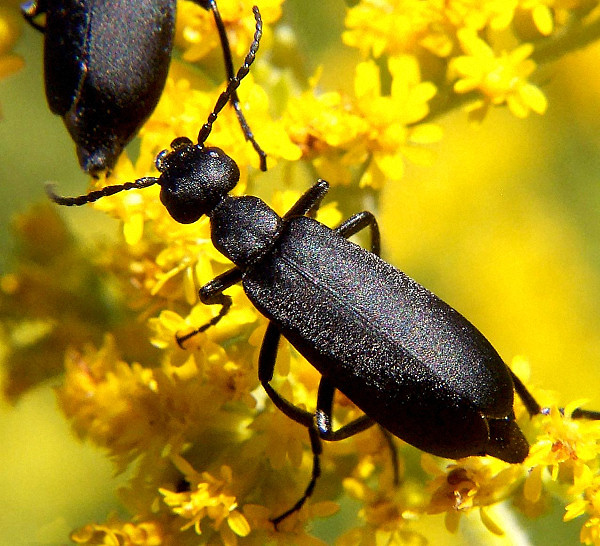
Epicauta pennsylvanica
Foto: Bruce Marlin

Het is dan al aan het eind van de zomer, en de kever verlaat het nest pas de volgende lente. Het aantal eieren moet zo groot zijn omdat slechts een paar larven het geluk zullen hebben een lift te krijgen van een bij van de juiste soort met een nest in het juiste stadium. Niet alle bijensoorten zijn geschikt, alleen bepaalde solitaire bijen. Omdat het met een aantal daarvan minder goed gaat, heeft ook de oliekever daar last van. In veel streken zijn ze niet meer algemeen of zeldzaam.